# Esclaramunda av Foix
Esclaramunda av Foix, född 1250, död 1315, var drottning av Mallorca 1275-1311, gift med kung Jakob II av Mallorca.
Esclaramunda var dotter till greve Roger IV av Foix och Brunisenda av Cardona, och dotterdotter till Ramon VIII av Cardona.
Vigseln ägde rum 4 oktober 1275 i Perpignan. Det uppges att hon var tjugo år gammal vid bröllopet, vilket borde innebära att hon var född år 1255. Paret fick fem barn. Mallorcas kungafamilj bodde vid denna tid inte på Mallorca, där det ännu inte fanns någon kunglig bostad, utan i Perpignan. I juli 1276 kunde kungaparet slutligen bosätta sig på Mallorca, när den kungliga bostaden i Almudaina stod färdig: de fick också residens i Sineu, Manacor och Valldemossa. 
Esclaramunda beskrevs av Ramon Muntaner som klok och ärlig, och genom sin starka religiositet fick hon rykte om sig att vara helig. Hon var känd för sitt beskydd av Ordo Beatae Mariae de Mercede Redemptionis Captivorum. År 1291 avlade hon löften som lekmannamedlem i Andra Mercedarianorden. 
Hennes make avled 1311, och hon bosatte sig sedan i Perpignan. År 1315 blev hon fostermor åt sin sonson, den senare Jakob III av Mallorca, sedan hans mor avlidit i barnsäng. Hon utnämndes också till hans officiella förmyndare. Hon avled dock senare samma år. 
Hennes kvarlevor är begravda i katedralen Saint-Jan i Perpignan.